# Deltocephalus eques
Deltocephalus eques är en insektsart som beskrevs av Jacobi 1910. Deltocephalus eques ingår i släktet Deltocephalus och familjen dvärgstritar. Inga underarter finns listade i Catalogue of Life.